# Ouratea madrensis
Ouratea madrensis là một loài thực vật có hoa trong họ Ochnaceae. Loài này được L. Riley mô tả khoa học đầu tiên năm 1924.